# Гусев, Михаил Ильич
Гу́сев Михаи́л Ильи́ч (12 апреля 1903 — 30 сентября 1979) — советский государственный и партийный деятель.

## Биография
Родился 30 марта (12 апреля) 1903 года в селе Залари Заларинского района Иркутской области. В 1923 году поступил и в 1930 году окончил Сибирский Технологический институт. Горный инженер. До этого работал рабочим на Томской железной дороге и рабочим золотого прииска. После окончания института был аспирантом Сибирского горного института в г. Томске, работал ассистентом, доцентом индустриального института. С 1937 до августа 1941 года работал заведующим учебной частью горного техникума в г. Прокопьевске. В этот период в апреле 1939 года был принят в партию. В 1933—1935 годах Гусев работал управляющим Темирского рудника в Темиртау Горно-Шорского района Западно- Сибирского края. С 1941 года М. И. Гусев - на партийной и хозяйственной работе: заведующий угольным отделом, второй секретарь, первый секретарь Прокопьевского горкома ВКП(б). С марта 1947 года  секретарь обкома партии  по кадрам, а с октября 1947 года  второй секретарь Кемеровского обкома  ВКП(б).
С октября 1950 по август 1952 года  занимал должность председателя исполкома Кемеровского областного совета депутатов. С 21 августа 1952 года по 22 декабря 1955 года  был первым секретарем обкома ВКП(б)—КПСС. Член ЦК КПСС в 1952—1956 годах.
В 1956—1957 годах Гусев был заместителем министра топливной промышленности СССР по вопросам новой техники в Управлении делами СМ РСФСР,заведующим территориальной группой Совета Министров РСФСР по районам Урала, заведующим группой в отделе советских органов Совета Министров РСФСР.  Он скончался 31 января 1979 года в Москве. Два раз был награждён Орденом Трудового Красного Знамени и медалью "За доблестный труд в Великой Отечественной войне 1941 - 1945гг."
Депутат 3 созыва Верховного совета СССР.
Сыновья: Борис и Сергей.